# Suillus viscidus
Suillus viscidus (L.) Fr., Fl. Calvados, Edn 2: 34 (1796).
Il Suillus viscidus, come altri funghi dello stesso genere, è molto comune nei boschi alpini dove il Larice, suo partner micorrizico, trova l'habitat ideale.

## Descrizione della specie
Cappello
4-12 cm, prima emisferico, poi convesso, infine appianato negli esemplari molto sviluppati;
cuticolaumida e glutinosa anche a tempo asciutto, separabile, dal colore molto variabile, dal bianco-grigiastro, grigio-ocra, al grigio-brunastro, grigio-rossastro;
margineinvoluto, eccedente, frastagliato, decorato dai resti del velo biancastro.
Tubuli
Lunghi fino a 12 mm, da adnati a subdecorrenti, angolosi, da bianco-grigiastri a grigio-brunastri a maturità.
Pori
Ampi, angolosi o subangolosi, di colore grigio-chiaro poi bruno sporco con l'età, concolori ai tubuli, al tocco virano leggermente al grigio azzurro.
Gambo
5-8(12) × 1-2,5 cm, carnoso, pieno, corto, cilindrico o talvolta un po' curvo, regolare o leggermente ingrossato nella parte bassa, vischioso, grigio-giallastro o brunastro con sfumature verdastre, più chiaro in alto, reticolato grigio-verdastro sopra l'anello, sotto con punteggiature grigio-brunastre.
Anello

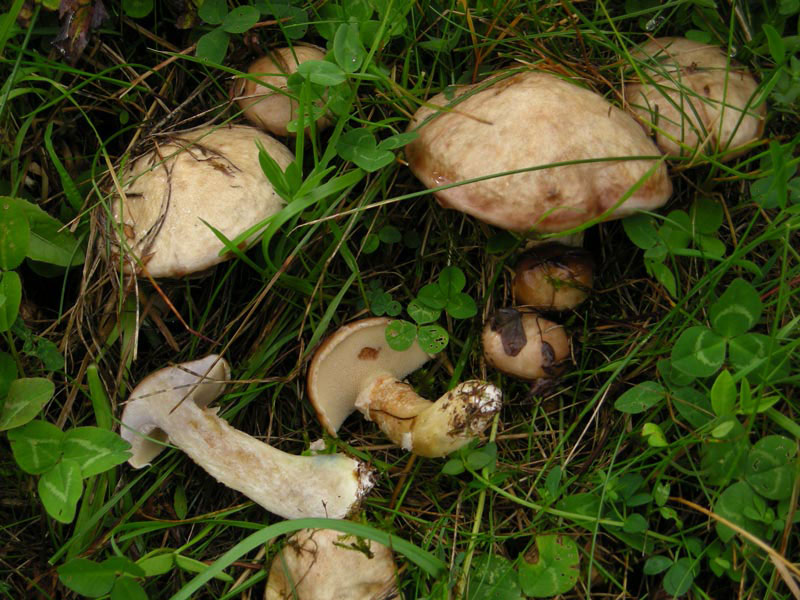
Carpofori di Suillus viscidus

Ampio, membranoso, intero, persistente, biancastro, poi brunastro.
Carne
Biancastra, anche grigiognola, talvolta con qualche debole viraggio al verde-bluastro, soda e spessa da giovane, poi molle e spugnosa, soprattutto negli esemplari adulti.
- Odore: fruttato, acidulo, spesso un po' sgradevole in quanto odora di cloro.
- Sapore: dolciastro, sgradevole nel complesso.

Microscopia
Sporebruno nocciola in massa, ellissoidali-fusiformi, lisce, con parete spessa, 8,5-11,6 × 4-4,8 µm.
Basidiclavati, tetrasporici, 19-34 × 6,8-11 µm.
Cheilocistidicilindrici, claviformi, fusiformi, 32-66 × 6,8-9,6 µm.
Pleurocistidisimili ai cheilocistidi
Caulocistidicilindrici, claviformi, 38,6-69,6 × 8,5-14,6 µm.

## Habitat
È un fungo simbionte, cresce dalla fine della primavera all'autunno, nei boschi di Larice (Larix decidua) come il Suillus grevillei.

## Commestibilità
Senza valore, pessima!

Fungo vivamente sconsigliato per via del suo valore scarsissimo da adulto, anche a causa della spugnosità della carne e dell'odore cattivo; se ne sconsiglia il consumo anche frammisto ad altre specie.

Commestibile molto mediocre da giovane.
Per tali motivi la specie in questione deve essere considerata non edule.

## Specie simili
Il S. viscidus è una specie molto variabile. I micologi non sono ancora completamente concordi riguardo ad un'entità a lui molto vicina, il Suillus bresadolae, che si differenzia per il cappello decisamente bruno, l'anello giallo e i pori con toni gialli negli esemplari giovani e che alcuni autori considerano una semplice varietà.
Un'altra varietà recentemente individuata è il Suillus viscidus var. brunneus che si distingue per il cappello marrone e non grigio, colorazione ritenuta tipica del S. viscidus, anche se è possibile incontrare esemplari con tonalità intermedie tra i due casi.

## Sinonimi e binomi obsoleti
- Boletopsis viscida (L.) Henn., Die Natürlichen Pflanzenfamilien nebst ihren Gattungen und wichtigeren Arrten insbesondere den Nutzpflanzen: I. Tl., 1. Abt.: Fungi (Eumycetes): 195 (1900)
- Boletus aeruginascens Secr., Mycogr. Suisse 3: 6 (1833)
- Boletus laricinus Berk., in Hooker, Smith's English Flora (London) 5(2): 248 (1836)
- Boletus viscidus L., Species Plantarum: 1177 (1753)
- Fuscoboletinus aeruginascens (Secr. ex Snell) Pomerl. & A.H. Sm., Brittonia 14: 167 (1962)
- Fuscoboletinus laricinus (Berk.) Bessette, Roody & A.R. Bessette, (2000) Recent record: see Index of Fungi
- Fuscoboletinus viscidus (L.) Grund & K.A. Harrison, Biblthca Mycol. 47: 134 (1976)
- Ixocomus viscidus (Fr. & Hök) Quél., Flore mycologique de la France et des pays limitrophes (Paris): 416 (1888)
- Suillus aeruginascens Secr. ex Snell, in Slipp & Snell, Lloydia 7: 25 (1944)
- Suillus laricinus (Berk.) Kuntze, Revis. gen. pl. (Leipzig) 3: 535 (1898)